# Otto Brandenburg
Otto Brandenburg, né le 4 septembre 1934 à Hejnsvig au Danemark et mort le 1er mars 2007 à Copenhague, est un musicien, chanteur et acteur danois.

## Filmographie partielle

### Au cinéma
- 1958 : Styrmand Karlsen : Sailor / Singer in Four Jacks
- 1960 : Sømand i knibe : Jesper
- 1961 : Mine tossede drenge : William Henriksen
- 1962 : Prinsesse for en dag :
- 1964 : Don Olsen kommer til byen : Sanger, Jens
- 1969 : Den gale dansker : Tysk officer
- 1971 : Bennys badekar, film d'animation de Jannik Hastrup et Flemming Quist Møller (voix)
- 1971 : Tandlæge på sengekanten : Otto
- 1971 : Guld til præriens skrappe drenge : Cowboy
- 1971 : Med kærlig hilsen : Bartender i 1932
- 1971 : Revolutionen i vandkanten : Generalens hjælper
- 1972 : Mor, jeg har patienter : Malersvenden, nazist
- 1972 : Man sku' være noget ved musikken de Henning Carlsen : Lasse
- 1972 : Lenin, din gavtyv! : Zarens livvagt / Pølsemand i Berlin
- 1973 : Mig og mafiaen : Dino
- 1974 : Prins Piwi : Lejemorder
- 1974 : Les Leçons de Carolla (I Tyrens tegn) : Albert / Carola's pimp
- 1975 : Familien Gyldenkål : Værtshusgæst
- 1975 : Piger i trøjen : Vagtkommandør
- 1975 : Bejleren - en jydsk røverhistorie : Røver
- 1975 : Flossie, Justine et les Autres (Justine och Juliette) : Portier
- 1976 : Julefrokosten : Mand i detention
- 1976 : Strømer : Willer Johansen
- 1976 : Sømænd på sengekanten : Andenmester
- 1976 : Blind makker : Kortspiller
- 1976 : Spøgelsestoget : Den mystiske Hr. K.
- 1976 : Hopla på sengekanten : Ramlenbergers assistent
- 1977 : Hærværk : Blomstersælger
- 1977 : Familien Gyldenkål vinder valget : Hansen
- 1977 : Pas på ryggen, professor! : Sanger
- 1978 : Hør, var der ikke en som lo? : Graveren
- 1978 : Trællene (voix)
- 1978 : Mig og Charly : Journalist
- 1979 : Trællenes oprør (voix)
- 1979 : Krigernes børn : Snedkersvend
- 1980 : Næste stop paradis : Dagmars søn John
- 1981 : Gummi Tarzan (Gummi-Tarzan) : Ole, the crane driver
- 1981 : Har du set Alice? : Alices far
- 1981 : Langturschauffør : John
- 1982 : Tre engle og fem løver : Onkel George
- 1982 : Kidnapning : Onkel Georg
- 1982 : Thorvald og Linda : Anders Sprutfeldt
- 1986 : Ballerup Boulevard : Eddie
- 1988 : L'Ombre d'Emma (Skyggen af Emma) : Tage Vilse
- 1989 : Kærlighed uden stop : Peter
- 1992 : Russian Pizza Blues : Narrator (voix)
- 1993 : Sort høst : Lars Kusk
- 1995 : Aberne og det hemmelige våben : Attila (voix)
- 1998 : Cirkeline: Storbyens mus : Jordrotte (voix)
- 1998 : H.C. Andersen og den skæve skygge : Rejsekammeraten, plejer (voix)
- 2000 : Prop og Berta : Prop (voix)
- 2000 : Beyond, le secret des abysses (Dykkerne) : Morfar
- 2000 : Max de Trine Piil Christensen : Mand i bankboks
- 2000 : Cirkeline 2: Ost og kærlighed : Jordrotten B (voix)
- 2002 : Drengen der ville gøre det umulige : Male Bear (voix)

## Récompenses et distinctions
- (en) Otto Brandenburg: Awards, sur l'Internet Movie Database